# Ha Tae-gyu
Ha Tae-gyu (né le 20 décembre 1989) est un escrimeur sud-coréen, spécialiste du fleuret.
Il remporte l'épreuve de fleuret individuel lors des Championnats d'Asie de 2017, après plusieurs médailles lors de ces mêmes championnats de 2009 à 2015.